# Избори за одборнике Скупштине града Београда 2023.
Избори за одборнике Скупштине града Београда одржани су 17. децембра 2023. на којима су изабрани одборници Скупштине града Београда. Првобитно су били планирани за 2026, али су расписани раније након што је Александар Вучић, председник Србије, у септембру 2023. најавио да би избори могли бити одржани у децембру 2023. Након тога је Александар Шапић, градоначелник Београда, поднео оставку. Шапић је престао да буде градоначелник 30. октобра 2023, када је формиран Привремени орган града Београда. Избори су одржани истовремено са парламентарним, покрајинским и локалним изборима у 64 града и општине у Србији.
Иако су опозиционе странке освојиле више гласова на изборима за одборнике Скупштине града Београда 2022, Српска напредна странка и Социјалистичка партија Србије остале су на власти у Београду због једног независног одборника који је гласао за то да Шапић постане градоначелник Београда. У октобру 2022. Шапић је био суочен са неуспелим покушајем разрешења са места градоначелника, док је после пуцњаве у вишеструког убиства у ООШ „Владислав Рибникар” и околини Младеновца и Смедерева у мају 2023. неколико опозиционих странака организовало антивладине протесте у Београду који су трајали до новембра. Опозиционе странке које су организовале ове протесте образовале су у октобру заједничку коалицију под називом Србија против насиља.
Током периода кампање, кандидати су се концентрисали на питања као што су борба против корупције, увођење еколошких мера, унапређење јавног превоза и проширење водоводних система у Београду. Градска изборна комисија прогласила је 14 изборних листа за изборе. Мониторинг и невладине организације известиле су да је изборни дан обележен изборним крађама. СНС и СПС изгубили су коалициону већину у Скупштини, док су од опозиционе коалиције СПН и Национално демократска алтернатива освојили 43, односно 7 мандата. Пошто је Ми — Глас из народа Бранимира Несторовића остварила заступљеност у Скупштини, избори 2023. довели су до блокираног парламента.

## Позадина
На изборима за одборнике Скупштине града Београда 2022. Српска напредна странка (СНС) освојила је 48 мандата, док је коалиција Социјалистичка партија Србије—Јединствена Србија задржала својих 8 мандата у Скупштини града. На изборима је коалиција Уједињени за победу Београда (УЗПБ) освојила 26 мандата, Морамо 13 мандата, док су у Скупштину ушле и Национално демократска алтернатива, Заветници и Двери. Упркос томе, опозиционе странке су на изборима освојиле више гласова од владиних. Коалицији Социјалдемократска странка—Нова странка недостајало је 0,14 одсто гласова да би прешла цензус од 3 одсто. Убрзо након избора, Драган Ђилас, председник Странке слободе и правде (ССП), која је била део опозиционог савеза УЗПБ, састао се са Александром Вучићем, председником Српске напредне странке, како би разговарали о исходу избора. Овај потез наишао је на критике коалиционих партнера, првенствено Народне странке (Народна) и Демократске странке (ДС), што је на крају довело до распада коалиције.
Након преговора, Вук Станић, одборник Скупштине града, напустио је Покрет обнове Краљевине Србије и гласао за то да Александар Шапић из СНС постане градоначелник у јуну 2022. Касније, у октобру 2022, одборничка група Уједињени поднела је предлог за разрешење Шапића, наводећи наводну незакониту легализацију доградње његовог стамбеног објекта на Бежанији. Овај предлог су подржали и Народна, ДС, Морамо и Двери, али је пропао јер су га подржала само 44 члана. У том периоду, из странке су изашли Марија Вукомировић и Стефан Јовановић, који су били чланови Заветника, изразивши неслагање са председницом странке Милицом Ђурђевић Стаменковски. У фебруару 2023. Станић, Вукомировић и Јовановић прешли су у СНС.

### Протести 2023.
У мају 2023. догодило се вишеструко убиство у ООШ „Владислав Рибникар” и околини Младеновца и Смедерева. Влада Републике Србије је одговорила усвајањем мера попут пооштравања дозвола за поседовање оружја и ангажовања 1.200 полицајаца у школама, међутим критикована је због изјаве Бранка Ружића, министра просвете, који је рекао да је „евидентан канцероген, погубан утицај интернета, видео-игрица и западних вредности”, док је Ана Брнабић, председница Владе Србије, рекла да „систем није заказао” одговарајући на тврдње да Влада је могла да заустави убиства.
Дешавања су довела до масовних протеста под називом Србија против насиља, који су почели 8. маја у Београду. Десетине хиљада људи је присуствовало протестима. Упркос томе што су протесте организовале опозиционе странке ССП, ДС, Народна, Не давимо Београд (НДБ) и Заједно, на протестима нису примећена обележја било које странке. Као одговор на протесте Србија против насиља, Вучић је 26. маја у Београду одржао скуп у организацији СНС. Протести су завршени почетком новембра.

## Изборне листе
Распуштањем Скупштине града Београда и расписивањем избора за 17. децембар, рок за подношење изборних листа одређен је до 26. новембра. Збирну изборну листу ГИК је објавила 1. децембра. У следећој табели налазе се изборне листе које је потврдила ГИК и које ће учествовати на изборима за одборнике Скупштине града Београда 2023.
М — листа националне мањине
| Бр. | Назив | Назив | Први на листи       | Главна идеологија          | Политичка позиција     | Напомена |
| --- | ----- | --- | ------------------- | -------------------------- | ---------------------- | -------- |
| 1.  |       | - Александар Вучић — Београд не сме да стане - СНС, СДПС, ПС, ПУПС, СНП, ПСС—БК, СПО, НСС, УСС, ЗС, СЛ, ССД, СРС, СВМ | Александар Шапић    | популизам                  | велики шатор           |          |
| 2.  |       | - Ивица Дачић — Премијер Србије, Тома Фила — Градоначелник Београда - СПС, ЈС, ЗС | Тома Фила           | популизам                  | велики шатор           |          |
| 3.  |       | - Србија против насиља — Добрица Веселиновић — проф. др Владимир Обрадовић - ЗЛФ, ССП, НПС, ЕУ, ДС, Заједно, СРЦЕ, ПСГ, НЛС, ГДП, ПЗП, УСС Слога                                                                            | Мила Поповић        | антикорупција              | велики шатор           |          |
| 4.  |       | - Милица Ђурђевић Стаменковски — Бошко Обрадовић — Национално окупљање — Државотворна снага — Српска странка Заветници — Српски покрет Двери - Заветници, Двери                                                             | Ратко Ристић        | ултранационализам          | крајња десница         |          |
| 5.  |       | - др Милош Јовановић — НАДА за Београд — Српска коалиција НАДА — Национално демократска алтернатива — Нова демократска странка Србије (Нoви ДСС) — Покрет обнове Краљевине Србије (ПОКС) — Војислав Михаиловић - НДСС, ПОКС | Војислав Михаиловић | национални конзервативизам | десница                |          |
| 6.  |       | - Руска странка — Слободан Николић - РС | Жељко Пантић        | русофилство                | десница                | М        |
| 7.  |       | - Народна странка — Сигуран избор. Озбиљни људи — Вук Јеремић, Владимир Гајић, др Санда Рашковић Ивић, Синиша Ковачевић, Марина Липовац Танасковић - Народна                                                                | Владимир Гајић      | конзервативизам            | десница                |          |
| 8.  |       | - Да се војска на Косово врати — Миша Вацић - СД | Миша Вацић          | ултранационализам          | крајња десница         |          |
| 9.  |       | - Саша Радуловић (Доста је било — ДЈБ) — Душко Вујошевић, Борис Тадић (Социјалдемократска странка — СДС) — Ана Пејић (Отете бебе) — Добро јутро Београде - ДЈБ, СДС, ОБАП                                                   | Дејан Жујовић       | анти-Охридски споразум     | анти-Охридски споразум |          |
| 10. |       | - Усаме Зукорлић — Промена је победа — Странка правде и помирења - СПП | Санела Плојовић     | мањинска права             | мањинска права         | М        |
| 11. |       | - Србија на западу — Зоран Вулетић — Немања Милошевић — Да се струка пита — Владимир Ковачевић - Нова—Д2СП, ГДФ, Либдем, Глас                                                                                               | Владимир Ковачевић  | проевропеизам              | центар                 |          |
| 12. |       | - „Ћале, ово је за тебе” — Петар Ђурић - ЋОЈЗТ | Петар Ђурић         | либерализам                | центар                 |          |
| 13. |       | - Ми — Глас из народа, Александар Јерковић - МИ—ГИН | Бранимир Несторовић | русофилство                | десница                |          |
| 14. |       | - Чедомир Јовановић — Мора другачије - ЛДП | Чедомир Јовановић   | либерализам                | центар                 |          |

## Резултати
На изборима за Скупштину града Београда 2023. године било је укупно 1.613.369 грађана који су имали право гласа. Бирачи су могли да гласају на 1.180 бирачких места у Београду, што је 10 више у односу на изборе 2022. године. Избори су поновљени на два бирачка места.
Након затварања бирачких места, ЦеСИД/Ипсос и ЦРТА су први објавили своје пројекције резултата. Према пројекцији ЦеСИД/Ипсоса из 18. децембра, СНС је освојио 38 одсто гласова и 48 места у Скупштини града, док је СПН освојио 35 одсто гласова и 43 места. НАДА је освојила 6 одсто гласова и 7 мандата, док је цензус неочекивано прешао и Несторовићев МИ–ГИН, који је освојио 5,3 одсто гласова и 6 места у Скупштини. СПС је претрпео пад популарности, освојивши 4,8 одсто гласова и 6 места. Избори су тако завршени без јасне већине. СПН је највише гласова освојио у београдским општинама Нови Београд, Врачар, Вождовац, Звездара, Савски венац и Стари Град, док је СНС освојио највише гласова у општинама Гроцка, Земун, Лазаревац, Младеновац, Палилула, Обреновац, Раковица, Сопот, Сурчин, Чукарица и Барајево.
|                                                                           |                                      |           |        |       |         |      |
| Странка, коалиција или група грађана                                      | Странка, коалиција или група грађана | Гласови   | %      | +/–   | Мандати | +/–  |
|                                                                           | Београд не сме да стане              | 367.239   | 39,93  | +1,15 | 49      | +1   |
|                                                                           | Србија против насиља                 | 325.429   | 35,39  | +2,68 | 43      | +8   |
|                                                                           | Национално демократска алтернатива   | 56.415    | 6,13   | –0,29 | 7       | 0    |
|                                                                           | Ми — Глас из народа                  | 50.535    | 5,50   | нова  | 6       | нова |
|                                                                           | Тома Фила - Градоначелник Београда   | 44.671    | 4,86   | –2,27 | 5       | –3   |
|                                                                           | Национално окупљање                  | 24.213    | 2,63   | –4,91 | 0       | –7   |
|                                                                           | Народна странка                      | 19.141    | 2,08   | нова  | 0       | –5   |
|                                                                           | Добро јутро Београде                 | 14.695    | 1,60   | –3,50 | 0       | 0    |
|                                                                           | Ћале, ово је за тебе                 | 4.385     | 0,48   | нова  | 0       | нова |
|                                                                           | РС—НКПЈ                              | 3.692     | 0,40   | нова  | 0       | нова |
|                                                                           | Мора другачије                       | 2.901     | 0,32   | нова  | 0       | нова |
|                                                                           | Да се војска на Косово врати         | 2.531     | 0,28   | нова  | 0       | нова |
|                                                                           | Нова—Д2СП—ГДФ—Либдем—Глас            | 2.324     | 0,25   | нова  | 0       | 0    |
|                                                                           | Промена је победа                    | 1.430     | 0,16   | нова  |         |      |
| Укупно                                                                    | Укупно                               | 919.601   | 100,00 | —     | 110     | 0    |
|                                                                           |                                      |           |        |       |         |      |
| Важећи гласови                                                            | Важећи гласови                       | 919.601   | 97,86  |       |         |      |
| Неважећи/празни гласови                                                   | Неважећи/празни гласови              | 20.109    | 2,14   |       |         |      |
| Укупни гласови                                                            | Укупни гласови                       | 939.710   | 100,00 |       |         |      |
| Регистровани бирачи/излазност                                             | Регистровани бирачи/излазност        | 1.613.369 | 58,41  |       |         |      |
| Извори: Градска изборна комисија Архивирано на веб-сајту (11. април 2024) |                                      |           |        |       |         |      |

## Последице

### Протести
Убрзо након затварања бирачких места, СНС је одржала конференцију за новинаре на којој је Вучић саопштио да је СНС прва на изборима са 38 одсто гласова. Избори нису резултирали формирањем парламентарне већине, а Несторовићев МИ–ГИН је била странка која је могла да бира да ли ће се приклонити владајућој коалицији СНС и СПС или опозицији СПН и НАДА. Несторовић је рекао да смо „иако нам нико није дао шансу, постали смо једна од четири-пет најјачих партија“; одбио је сарадњу ни са једним од блокова након избора. "Мислим да ће бити веома тешко формирати градску власт. Биће нови избори, вероватно ускоро. Нећемо подржати ни једну страну", рекао је Несторовић. Вучић је рекао и да „ако Несторовић на крају не подржи било кога, имаћете поновљене изборе“. Несторовић и Александар Павић из МИ–ГИН-а одбили су сарадњу са СПН-ом после избора и рекли да је сарадња са СНС-ом могућа под одређеним захтевима. МИ–ГИН је касније објавио заједничко саопштење у којем су поручили да никога неће подржати и да су спремни за нове изборе.
Због изборне преваре СПН је најавио да ће одбацити резултате, тврдећи да избори нису били фер. Алексић је тврдио да је за бираче који не живе у Београду издато преко 40.000 личних карата како би стекли право гласа на изборима за Скупштину града Београда. СПН је позвао на поништење резултата. Дан након избора испред Републичке изборне комисије организован је масовни протест СПН-а. На протесту су Алексић и Мариника Тепић из СПН-а најавили да ће штрајковати глађу до поништења изборних резултата. Алексићу и Тепићу су се касније у штрајку глађу придружили Јелена Милошевић, Данијела Грујић, Јанко Веселиновић, Жељко Веселиновић, Бранко Миљуш и Душан Никезић.
На протесту 24. децембра, демонстранти су покушали да упадну у зграду Скупштине града Београда. Вучић се огласио хитним саопштењем као одговор на покушај упада у зграду Скупштине града Београда, рекавши да се „револуција не дешава“. За време протеста, Ћута је погођен сузавцем.
На изборима за Скупштину града 2023. Српска напредна странка је задржала статус највеће странке у Скупштини града освојивши 49 мандата. Међутим, процес формирања владе је више пута одлаган усред протеста и бојкота опозиције.

### Формирање локалне власти
Као и на националном нивоу за парламентарне изборе, опозиционе странке су се обавезале да формирају владу, уколико освоје парламентарну већину. Опозиционе странке и савези који су освојили мандате након избора 2023. и који су изразили подршку формирању владе су СПН и НАДА. Павле Грбовић, председник Покрета слободних грађана, рекао је да је „и поред разлика могућ неки вид сарадње [са другим опозиционим партијама], посебно на нивоу Београда“. Војислав Михаиловић, председник Покрета обнове Краљевине Србије (ПОКС) и бивши градоначелник Београда, рекао је да „у локалној самоуправи Београда не одлучујемо о француско-немачком споразуму и другим националним питања“ и да „не види шта се може оспорити око идеје јединства читаве опозиције“ после избора. Милош Јовановић, председник Нове демократске странке Србије (НДСС), рекао је да се „промене могу правити само у сарадњи са остатком опозиције”.
Конститутивна седница Скупштине града одржана је 19. фебруара.. Тома Фила, који је као најстарији одборник председавао Скупштином града, рекао је да нема кворума и да ће седница бити одложена за 1. март. Кворума није било зато што се одборници из СНС, СПС и Ми-ГИН нису се појавили у сали, док су опозициони одборници ушли и развили транспаренте чекајући почетак седнице. Конститутивна седница Скупштине Београда поново је одложена за 3. март пошто се одборници СПС, СНС и Ми-ГИН поново нису појавили. Шапић је најавио да ће СНС преговарати са МИ-ГИН-ом до 3. марта. Несторовић је, међутим, поново потврдио став МИ-ГИН-а да не подржава владу коју предводи СНС. Дана 3. марта поново није постигнут кворум, што је значило да нове ванредне изборе мора да распише председник Народне скупштине. Дана 3. априла Ана Брнабић, председница Народне скупштине, расписала је нове изборе за Скупштине града Београда за 2. јун 2024.